# Hervé Tchami
Hervé Christian Tchami-Ngangoue (Fopounga, 20 febbraio 1988) è un ex calciatore camerunese, di ruolo centrocampista.

## Carriera

### Club
Ha giocato nella massima serie dei campionati ungherese, polacco, algerino, portoghese ed azero.